# CY Tech
Die CY Tech (ehemals École internationale des sciences du traitement de l'information) ist eine französische Ingenieurhochschule, die 1983 gegründet wurde.
Die Hochschule bildet Ingenieure in den Bereichen Informatik, Angewandte Mathematik, Biotechnologie, Chemie und Bauingenieurwesen.
Die CY Tech befindet sich in Cergy und in Pau. Die Schule ist Mitglied der University of Paris-Seine.